# تيفاني جيمس
تيفاني جيمس (بالإنجليزية: Tiffany James) هي منافسة ألعاب القوى جامايكية، ولدت في 31 يناير 1997.

## وصلات خارجية
- تيفاني جيمس على موقع الاتحاد الدولي لألعاب القوى (الإنجليزية)
- تيفاني جيمس على موقع أوليمبيديا (الإنجليزية)